# Aeroportul Wheeling Ohio County
Aeroportul Wheeling Ohio County (IATA: HLG, ICAO: KHLG, FAA LID: HLG) este un aeroport din Virginia de Vest, Statele Unite ale Americii ce deservește zona Wheeling⁠(d). Aeroportul a fost tranzitat în 2019 de 52 de pasageri. A fost numit după zona deservită.
Situat la o altitudine de 364 m, aeroportul dispune de 2 piste.

## Infrastructură

### Piste
Aeroportul dispune de 2 piste. Pista 3/21 are suprafața de asfalt și dimensiunile 5.002 picioare × 150 picioare. Pista 16/34 are suprafața de asfalt și dimensiunile 4.499 picioare × 150 picioare. 